# Angela Glajcar
Angela Glajcar (Maguncia, 1970) es una escultora alemana.

## Datos biográficos
Angela Glajcar estudió desde 1991 hasta 1998 escultura en la Academia de Bellas Artes de Núremberg , siendo alumna de Tim Scott, desde 1996 como estudiante de maestría. Vive y trabaja en Nieder-Olm. De 1998 a 2004 fue profesora de la Academia de Bellas Artes en Núremberg, en la Universidad de Ciencias Aplicadas de Maguncia y entre 2007 y 2008, profesora visitante en la Universidad de Gießen y en la Universidad técnica de Dortmund.